# Дубенки (Московская область)
Дубенки — деревня в городском округе Коломна Московской области. До 2017 года относилась к Биорковскому сельскому поселению Коломенского района. Население — 12 чел. (2021).

## География
Находится в 12 км к юго-западу от Коломны, на левом берегу реки Коломенки. Соседние сёла: Шейно и Гололобово на востоке, Новосёлки и посёлок Заречный — на юге. Высота над уровнем моря 148 м.

## История
В прошлом сельцо Дубенки в Коломенском уезде, известны Фёдор и Иван Никитичи Дубенские (упомянуты в 1578 году), у них была отцовская вотчина в селе Дубенки Коломенского уезда.

## Население
| 2002 | 2006 | 2010 | 2021 |
| ---- | ---- | ---- | ---- |
| 7    | →7   | ↘3   | ↗12  |